# Anjermot
De anjermot (Cacoecimorpha pronubana) of anjerbladroller is een nachtvlinder uit de familie van de bladrollers, de Tortricidae.
De volwassen vlinder heeft een spanwijdte van 18 tot 22 mm voor het vrouwtje en 15 tot 17 mm voor het mannetje. De voorvleugel is oranjebruin met donkere tekening, en bij het vrouwtje een ruitjespatroon. De achtervleugels zijn helder oranje.

## Waardplanten
De anjermot is bijzonder polyfaag op loofbomen, struiken en kruidachtige planten. Soms ontwikkelt de soort zich tot plaaginsect in de teelt van bijvoorbeeld olijven en avocado's. De rups overwintert. De rups wordt 15 tot 20 mm lang.

## Voorkomen
De soort komt voor in Europa, Noord-Afrika, Zuid-Afrika, Klein-Azië en Noord-Amerika.

### In Nederland en België
De anjermot is in Nederland een vrij algemene en in België een niet zo algemene soort. De vlinder is in deze landen waarschijnlijk als adventief terechtgekomen vanuit de kasteelt. De eerste waarneming in Nederland dateert van 1965. De vliegtijd is van mei tot in oktober in twee jaarlijkse generaties.